# GBU-12 Paveway II

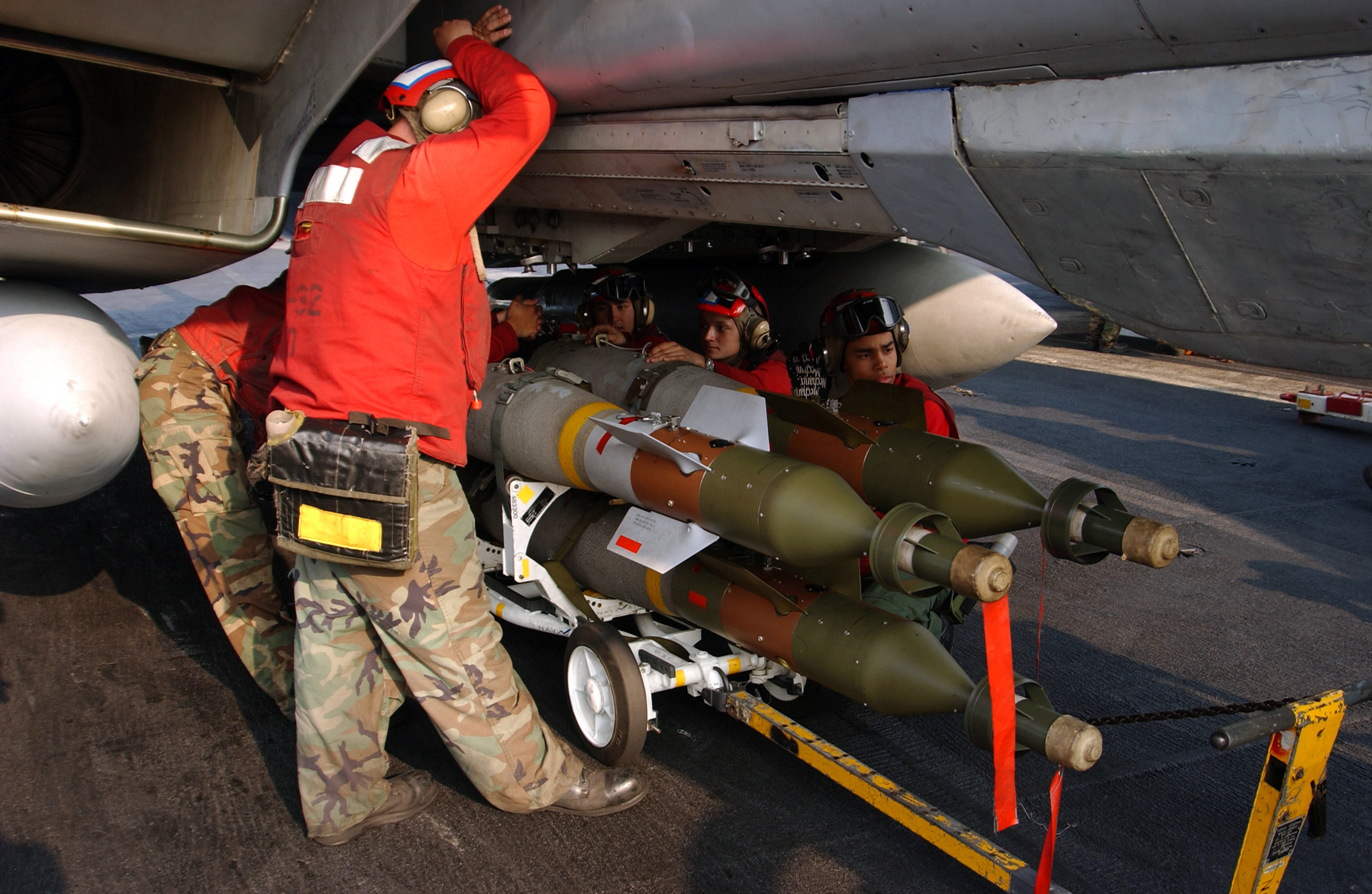
Загрузка GBU-12 на F-14

GBU-12 PAVEWAY II — управляемая авиационная бомба с лазерным наведением, производства США. Представляет собой свободнопадающую фугасную бомбу Mark 82, оснащённую системой лазерного наведения и рулями управления. Входит в семейство вооружений PAVEWAY. Принята на вооружение в 1976 году. В настоящее время стоит на вооружении ВВС США, ВМФ США, КМП США, а также ВВС стран НАТО и Колумбии.